# Xã White Oak, Quận Mahaska, Iowa
Xã White Oak (tiếng Anh: White Oak Township) là một xã thuộc quận Mahaska, tiểu bang Iowa, Hoa Kỳ. Năm 2010, dân số của xã này là 447 người.